# Cour suprême d'Iran
La Cour suprême d'Iran (en persan : دیوان عالی کشور) est la plus haute autorité judiciaire d'Iran et le tribunal de dernier ressort. 
Elle siège au palais de justice (en) de Téhéran. 

## Fonctions
La cour suprême d'Iran est chargée de superviser l'application des lois par les cours de justice et constitue le tribunal de dernier ressort.
Elle est aussi chargée de l'instruction des éventuelles charges portées contre le président de la république islamique.

## Composition
Le chef de la Cour suprême est nommé par le chef du système judiciaire pour une période de cinq ans, en consultation avec les juges de la Cour suprême. Le chef de la Cour suprême doit être mujtahid, impartial et expérimenté en matière judiciaire.
Depuis le 6 août 2023, Mohammad Jafar Montazeri (en) est le président de la Cour suprême d'Iran.